# SAG-AFTRA
La Screen Actors Guild‐American Federation of Television and Radio Artists (SAG-AFTRA) est un syndicat professionnel américain représentant plus de 160 000 acteurs, figurants et professionnels des médias du monde entier, travaillant pour le cinéma, la télévision, la publicité, les jeux vidéo, la radio, la musique, etc.. Selon sa déclaration, le syndicat doit « négocier et renforcer les accords collectifs qui établissent un niveau équitable de compensation et de bénéfices, et les conditions de travail ».
La SAG-AFTRA a été formée le 30 mars 2012, à la suite de la fusion de la Screen Actors Guild (SAG) et de l'American Federation of Television and Radio Artists (en) (AFTRA). Elle est membre de l'AFL-CIO, la plus grande fédération de syndicats aux États-Unis. La SAG-AFTRA est également membre de la Fédération internationale des acteurs (FIA). Le siège social se situe à Los Angeles (Californie) et à New York.

## Historique

Ancien logo de la SAG (1933-2012).

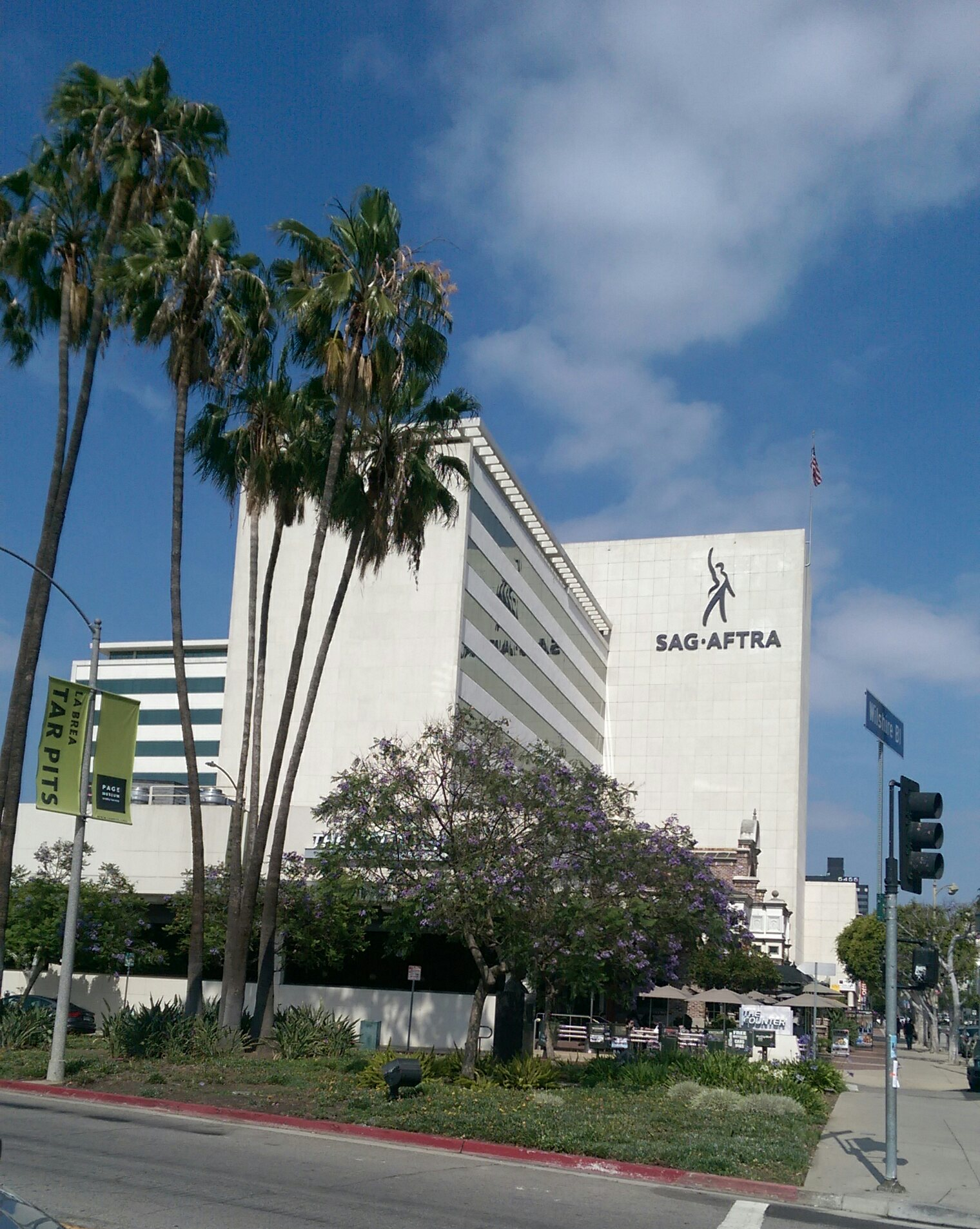
SAG-AFTRA Plaza à Los Angeles, Californie, siège de la SAG-AFTRA.

La SAG a été fondée en 1933 pour éliminer l'exploitation des acteurs à Hollywood, qui étaient forcés à travailler plusieurs années avec les majors américaines, ce qui n'incluait pas de restriction sur les heures de travail.
La Screen Actors Guild est affiliée à Associated Actors and Artists of America (en), une fédération de l'AFL-CIO.
Avant d'être président des États-Unis, Ronald Reagan a été un membre important de la Screen Actors Guild. Il entre au comité de direction en 1941, devient vice-président en 1943, puis président de 1947 à 1952 et de 1959 à 1960.
Depuis 1995, la SAG tient annuellement une cérémonie nommée Screen Actors Guild Awards.
En mai 2000 démarre, en union avec l'American Federation of Television and Radio Artists (AFTRA), sous la présidence de William Daniels, une grève des acteurs, pour renégocier la valorisation de leurs droits lors des rediffusions sur divers canaux et médias, notamment le câble, qui perdurera jusqu'au 31 octobre 2000.
En mars 2012, elle a fusionné avec l'AFTRA et devient la « SAG-AFTRA ». En janvier 2013, la publication Variety a rapporté que la fusion entre la SAG et l'AFTRA s'était déroulée avec « quelques accrocs », bien que les deux parties aient fait preuve de bonne volonté durant le processus. Le problème le plus épineux était supposément la fusion des deux caisses de retraite, en partie pour régler le problème des artistes interprètes qui ont cotisé à chaque régime individuel, mais qui n'auraient pas tout à fait gagné suffisamment d'argent dans l'un ou l'autre des anciens régimes pour avoir droit à une pension de retraite.
Ken Howard a été le premier président du syndicat fusionné. Gabrielle Carteris lui succède en 2016.
Le 2 septembre 2021, l’actrice américaine Fran Drescher, membre de la faction Unite for Strength, est élue présidente de la SAG-AFTRA,. Le poste de directeur exécutif national est occupé par Duncan Crabtree-Ireland depuis 2021.

## Effectifs
La SAG-AFTRA est hétéroclite, comprenant des acteurs, annonceurs, journalistes audiovisuels, danseurs, disc-jockeys, des rédacteurs de nouvelles, aux animateurs de programmes, tout comme des marionnettistes, chanteurs, cascadeurs, artistes voix off et d'autres professionnels des médias.
L'adhésion à la SAG-AFTRA est considérée comme un rite de passage pour les nouveaux artistes et les professionnels des médias. Pour pouvoir devenir membre, il faut le plus souvent avoir été embauché par un studio qui a une convention collective avec le syndicat. Pour certains, le processus peut s'avérer difficile, puisque ces mêmes studios vont privilégier des artistes étant déjà membres. Le travail couvert par la SAG-AFTRA est considéré comme nettement plus prestigieux que les emplois non syndiqués. En raison de la taille et de l'influence du syndicat, la plupart des grandes entreprises de médias ont conclu une convention collective avec la SAG-AFTRA par l'intermédiaire de l'Association des producteurs de films et de télévision. Les studios qui ont signé une convention collective avec la SAG-AFTRA ne sont pas des ateliers fermés, mais sont généralement tenus de donner la préférence aux membres du syndicat lors de l'embauche.
La quasi-totalité des acteurs professionnels, et des professionnels des médias en général, travaillant pour des entreprises médiatiques américaines de moyenne ou grande envergure sont syndiqués. Selon les archives du département du travail du syndicat, environ un tiers des membres totaux ont recensé de façon répétitive comme étant « retirés », « suspendus » ou classés comme membres non- « actifs » depuis la création de l'association. Les membres recensés comme tels n'ont pas le droit de vote. Les « retraits honorables » constituent la plus grande partie de ces statuts dits non-actifs ou similaires, soit 46 934 membres ou 20 % de l'effectif total des membres. Les membres ayant suspendu leurs contributions au syndicat constituent 14 % des membres, soit 33 422 personnes. Ces catégories de classification sont empruntées à la SAG et ne reflètent pas les catégories utilisées par l'AFTRA.

## Factions internes
Le syndicat est considéré comme étant fragmenté en deux clans : le plus large, United for Strength (« Unis pour la force ») se concentre sur la création d'opportunités professionnelles pour ses membres. Le second, Membership First (« L'appartenance d'abord ») a reproché à l'administration actuelle ses méthodes de négociation perçues comme trop rapides et conciliantes envers les studios de production.

## Grèves majeures et boycotts

### Autorisation et grève de 2023
En juin 2023, le syndicat vote pour autoriser une grève si son comité de négociation ne parvenait pas à un accord sur un nouveau contrat avec les grands studios hollywoodiens d'ici le 30 juin. Le 27 juin, plus de 300 acteurs ont signé une lettre menaçant de faire grève. Les signataires incluent Jennifer Lawrence, Meryl Streep, Rami Malek et Amy Schumer. En date du 28 juin, la lettre inclut plus de 1 000 signataires.
Un des enjeux demeure la rémunération des acteurs, soit l'augmentation des droits résiduels dans le contexte des plateformes de streaming : traditionnellement, ces droits permettaient aux acteurs un revenu stable si un film ou une série s'avérait un succès, puisque le média en question était rediffusé. Mais l'avènement du streaming a engendré des séries télévisées plus courtes, diminuant ainsi le revenu possible. Le syndicat revendique, entre autres, une hausse de 11 % du revenu pour les acteurs dès leur première année d'adhésion et une hausse de salaire de 56 % pour les acteurs interprétant un rôle majeur dans une grosse production.
Les discussions se portent aussi vers la limitation de l'utilisation des auditions auto-enregistrées et la prévention de l'utilisation de l'intelligence artificielle et des voix et visages générés par ordinateur dans l'industrie du divertissement,,. Selon le négociateur en chef de la SAG-AFTRA, Duncan Crabtree-Ireland, la proposition des studios demeurait exploitative pour les acteurs dans des rôles non-parlants, soit que leur image soit scannée pour ensuite être animée à loisir par les studios qui en garderaient les droits. L'acteur serait alors compensé pour une journée de travail. Le 10 juillet 2023, la SAG-AFTRA définit des règles de grève potentielles, notamment : pas de tournage, pas de participation aux évènements de presse et pas de promotion sur les réseaux sociaux de la part des acteurs ou actrices de la guilde. Le 13 juillet, la SAG-AFTRA annonce que son contrat de télévision, cinéma et streaming avec l'AMPTP avait expiré. Les deux partis n'ont pas trouvé d'accord pour le remplacer dans les délais échus. Le jour même, le syndicat annonçait que son comité de négociation avait voté unanimement en faveur de la grève.
Après une délibération du conseil national, il est annoncé que la décision finale serait rendue publique le même jour à Los Angeles, lors d'une conférence de presse. Au cours  de celle-ci, les dirigeants de la SAG-AFTRA, dont sa présidente Fran Drescher, ont confirmé que les membres avaient voté en faveur de la grève. Celle-ci débute alors officiellement le 14 juillet. Il s'agit de la première grève impliquant des acteurs de l'industrie cinématographique et télévisuelle depuis 1980 et aussi la première fois depuis 1960 que la SAG-AFTRA et la WGA, représentant les écrivains dans les médias, feraient grève en même temps,.
Les retombées économiques des deux grèves seraient estimées à 4 milliards de dollars en date de juillet 2023, créant des retombées dans le Commonwealth et leurs médias respectifs. Alors que l'industrie du film serait moins touchée à cause des longs délais de production des longs-métrages, l'industrie télévisuelle serait à court de contenu dans les prochains mois si la SAG-AFTRA et Alliance of Motion Picture and Television Producers n'arrivaient pas à une résolution dans les plus brefs délais,.

## Unicité des noms
La SAG-AFTRA n'autorise pas que deux personnes inscrites partagent le même nom de scène. Le cas échéant, cette règle conduit les nouveaux inscrits à adopter un nouveau nom de scène si le leur est déjà enregistré. Cette règle est adoptée afin d'éviter toute confusion d'identité. Il est néanmoins possible de changer son nom professionnel tant qu'il respecte cette règle.

### Exemples d'acteurs et d'actrices ayant communiqué sur ce changement de nom
- Connue sous le nom d'Emma Stone, l'actrice demande après plusieurs années à être appelée de son vrai prénom Emily Stone.
- Michael Keaton, dont le vrai nom Michael Douglas, déjà utilisé par l'acteur Michael Douglas.
- Julianne Moore, dont le vrai nom est Julie Anne Smith, souhaitait s'appeler Julie Smith mais ce nom était déjà pris. Elle a alors proposé Julianne Smith, qui était aussi déjà déposé[32].
- Peyton List et Peyton Roi List ont joué ensemble dans certaines séries, la seconde créditée Peyton R. List[33].
- Vanessa A. Williams et Vanessa Lynn Williams sont parfois créditées Vanessa Williams, d'où une certaine confusion.